# التهاب الفم المتعلق بطقم الأسنان
التهاب الفم المرتبط بالبدلة السنية (denture- related stomatitis) [و يسمى أيضاً قرحة البدلة السنية  denture sore mouth, التهاب الفم بالبدلة السنية''''denture stomatitis, (denture stomatitis chronic atrophic, (candida-associated denture induced stomatitis), (denture-associated erythematous stomatitis) ] هي حالة شائعة حيث يحدث التهاب خفيف واحمرار في الغشاء المخاطي للفم تحت طقم الأسنان. في حوالي 90% من الحالات، المبيضات هي المعنية. هو عادة يكون غير ضار من مجهريات البقعة الفموية عند كثير من الناس.
التهاب الفم المتعلق بالبدلة السنية هو الشكل الأكثر شيوعاً من داء المبيضات الفموي (Oral Candidiasis) "تعفن الخميرة في الفم". وهو أكثر شيوعاً عند كبار السن، وأولئك الذين يرتدون البدلة السنية الكاملة (طقم الأسنان الكامل) للفك العلوي " البدلة السنية التي تحل محل جميع الأسنان العلوية، التي يرتديها شخص مع عدم وجود الأسنان الطبيعية في الفك العلوي). التهاب الفم المتعلق بطقم الأسنان أكثر عرضة ليتطور عندما يُترك طقم الأسنان باستمرار في الفم، بدلاً من إزالته أثناء النوم، وعندما لا يتم تنظيف طقم الأسنان بانتظام.

## التصنيف
تصنيف نيوتن يقسم التهاب الفم المتعلق بطقم الأسنان إلى ثلاثة أنواع على أساس الشدة. النوع الأول قد يمثل مرحلة مبكرة من الحالة، بينما النوع الثاني هو الأكثر شيوعاً، والنوع الثالث غير شائع.
- النوع الأول - التهاب موضعي أو تبيغ (فرط الدم) محدد.
- النوع الثاني - حمامى (حمامى) «احمرار» أكثر انتشاراً يشمل جزءا من أو كل الغشاء المخاطي المُغطّى من طقم الأسنان.
- النوع الثالث - التهاب عقيدي (inflammatory nodular) فرط التنسج الحنكي الحليمي (فرط تنسج) غالباً في الحنك الصلب المركزي والحرف السنخي

## العلامات والأعراض
على الرغم من الاسم البديل لهذه الحالة، قرحة البدلة السنية، هي غالباً غير مؤلمة وليس لها أعراض. مظهر الغشاء المخاطي المصاب هو الحمامي «الأحمر» والوذمي (edematous) «متورِّم», أحياناً تكون مصحوبة ب النزف الحبري petechial hemorrhage . يحدث هذا غالباً تحت طقم الأسنان العلوي. أحياناً يمكن أن يساعد التهاب الشفة الزاوي (Angular Cheilitis) على إيجاده، وهو التهاب زوايا الفم، أيضاً هو غالباً ما يرتبط ب «المبيضة البيضاء» مبيضة بيضاء. التهاب الفم نادراً ما ينشأ تحت طقم الأسنان في الفك السفلي. , الغشاء المخاطي المتأثر غالباً ما يُحدد بشكل واضح، اعتماداً على شكل طقم الأسنان الذي يغطيها.

## الأسباب
عامل الخطر الرئيسي لتفاقم هذه الحالة هو ارتداء طقم الأسنان الكامل للفك العلوي، خصوصاً عندما لا يتم نزعه خلال النوم ولا يتم تنظيفه بانتظام. الأطقم الأقدم أكثر عرضة للإصابة.  عوامل أخرى تشمل جفاف الفم. , مرض السكري أو الأطعمة التي تحتوي نسبة عالية الكاربوهيدرات. فيروس العوز المناعي البشري نادراً ما يمكن أن يكون عاملاً أساسياً.
ارتداء الأدوات السنية مثل طقم الأسنان يبدل مجهريات البقعة الفموية. ال "لويحة المكروبية" تتكون من بكتيريا و/أو الخمائر التي تتكون على سطح الراحة لطقم الأسنان (السطح الذي يقابل الحنك "palate") وعلى الغشاء المخاطي الذي يغطيه طقم الأسنان. بمرور الوقت، هذه اللويحات قد "اُستعمِرت من قبل المبيضات. البيئة الموضعية تحت طقم الأسنان أكثر حمضيّة وأقل تعرض لإجراءات تطهير اللعاب، الذي يفضل نشاط إنزيمي أعلى للمبيضات وقد يسبب التهاب في الغشاء المخاطي. [C. albicans] هو أكثر كائن معزول شيوعاً، لكن أحياناً البكتيريا تكون متورطة.
هناك جدل حول ما إذا كانت هذه الحالة تُمثِّل التهاب حقيقي بسبب [C. albicans]أم أنه مجرد رد فعل على كائنات دقيقة موجودة تحت طقم الأسنان. وقد أُفيد أنه غالباً ما يعرض سطح طقم الأسنان مزرعة إيجابية (positive culture) للمبيضات (candida) لكن الخزعة من الغشاء المخاطي نادراً ما تكشف عن خيطان خيط فطري مهاجمة للظهارة. بشكل مشابه، مسحات علم الأحياء المجهرية للغشاء المخاطي المعني تظهر تُظهر استعمار أقل من سطح طقم الأسنان. وقد أدى ذلك بالبعض إلى استنتاج أن السمة المميزة للالتهاب الصحيح غير موجود في «التهاب الفم المتعلق بطقم الأسنان».
أطقم الأسنان غير الملائمة للفك قد تسبب ضغط على الغشاء المخاطي وتهيج ميكانيكي مما قد يخلق مظهر سريري مماثل، ولكن هذا غير شائع. طبيقة «جهاز» تقويم الأسنان – وبشكل غير شائع- يكمن أن يؤدي إلى نتيجة مشابهة. على أي حال، يُعتقد أن الرضح المخاطي يزيد قدرة [C. albicans] على مهاجمة الأنسجة.
وبصرف النظر عن الالتهاب والتهيج الميكانيكي، يمكن لردود الفعل الناتجة من الالتهاب أن تنتج أيضاً بسبب التهيج أو الحساسية «التهاب الفم التماسي الارجي» التي تسببها المواد في طقم الأسنان نفسه [«اكريليك» (acrylic), «كوبالت» (cobalt), «كروم» (chromium)], أو كردة فعل للمواد اللاصقة في طقم الأسنان. المعالجة غير المكتملة لل«راتين اكريليكي» (acrylic resin) «مواد صناعية» قد تكون عاملاً أيضاً.

## التشخيص
عادة ما يتم التشخيص بناء على المظهر السريري، ويمكن أن تؤخذ مسحة من سطح الأسنان. التحقيقات في استبعاد احتمالية مرض السكري يمكن أن تحدد. لا يُشار عادة إلى خزعة الأنسجة،  Tissue biopsy is not usually indicated, ولكن إذا تم أخذها فهي تعرض إثبات هيستولوجي على الاستجابة التكاثرية، أو الاستجابة التنكسية، وانخفاض التقرن (كيراتين)، وضمور الظهارية 

## العلاج
الجانب الأكثر أهمية من العلاج هو تحسين نظافة طقم الأسنان، أي إزالته في الليل، وتنظيفه وتعقيمه، وتخزينها أثناء الليل في محلول مطهر. هذا مهم لأن طقم الأسنان عادة ما يُصاب ب [C. albicans] التي ستتسبب بإعادة الإصابة إذا لم يتم إزالتها. المواد التي تستخدم تشمل حلول البيروكسيدات القلوية (alkaline peroxide), (alkaline hypochlorites) مثل، هيبوكلوريت (هيبوكلوريت), والتي بمرور الوقت قد تعمل على تآكل المكونات المعدنية للأدوات السنية، أحماض مثل حمض البنزويك، إنريمات الخميرة الحالة والانزيمات الحالة للبروتينات مثل، (alcalase protease).
الجانب الآخر من العلاج ينطوي على حل لإصابة الغشاء المخاطي، والتي تستخدم الأدوية المضادة للفطريات الموضعية مثل، نيستاتين، أمفوتيريسين ب، ميكونازول، فلوكونازول or إيتراكونازول. غالباً ما يكون غسول الفم المضاد للجراثيم مثل كلورهيكسيدين بشكل متزامن. أمراض كامنة محتملة (مثل، السكري، HIV) يجب أن تُعالج حيثما أمكن ذلك.

## الإنذار
التهاب الفم المتعلق بطقم الأسنان غالباً ما تكون حالة غير ضارة بدون عواقب على المدى الطويل. إنها عادة ما تزول مع تدابير بسيطة مثل تحسين نظافة طقم الأسنان أو مضادات الفطريات الموضعية. في الأفراد منقوصي المناعة بشدة (على سبيل المثال أولئك الذين مع فيروس نقص المناعة البشرية "HIV"), قد يمثل الالتهاب تهديداً أكثر خطورة.

## علم الأوبئة
التهاب الفم المتعلق بطقم الأسنان هو التهاب شائع يحدث في جميع أنحاء العالم. عادة ما يكون الأشخاص المتضررين هم في منصف العمر أو المسنِّين، مع نسبة إصابة أكثر قليلاً لدى النساء. تم الإبلاغ عن معدلات انتشار تصل إلى 70% في المسنِّين المقيمين في الرعاية المنزلية. وهو إلى حد بعيد النوع الأكثر شيوعاً من داء المبيضات الفموي 